# Мурзина, Флюра Ишбулатовна
Флюра Ишбулатовна Мурзина (Мурзина-Зидиханова) (баш. Флүрә Ишбулат Ҡыҙы Мурзина; род. 16 мая 1960 года, с. Нижнеутяшево, Белокатайский район, Башкирская АССР, РСФСР, СССР) ― башкирская телеведущая, диктор студии телевидения ГТРК «Башкортостан» (с 1993 года). Ведущая «Хәбәрҙәр» на башкирском языке. Лицо телеканала «БСТ» с 2002 по 2016 год.
Заслуженный работник культуры Российской Федерации (2017). Заслуженный работник печати и массовой информации Республики Башкортостан (2002). Почётный гражданин Белокатайского района (2009).

## Биография
Флюра Ишбулатовна Мурзина родилась 16 мая 1960 года в деревне Нижнеутяшево Белокатайского района Башкирской АССР.
После окончания с золотой медалью уфимской школы-интерната № 1 училась на химическом факультете Башкирского государственного университета (1977―1982).
Сотрудничать с Башкирским телевидением начала в годы учёбы в школе-интернате: её пригласили вести детские передачи в программе «Радуга».
После окончания вуза направлена учителем химии в Майгазинскую среднюю школу Белокатайского района Башкирской АССР.
С 1983 года работала в Государственном комитете Башкирской АССР по телевидению и радиовещанию. Начинала как ассистент режиссёра, затем редактор отдела выпуска и одновременно ведущая литературно-музыкальных программ «По вашим письмам», «Радуга». Принимала участие в съёмке фильма на башкирском языке «Мадам Баттерфляй» по одноимённой повести Д. Исламова.
С 1993 года ― диктор студии телевидения ГТРК «Башкортостан», параллельно с 2002 по 2015 год работала диктором студии телевидения ГУП «ТРК „Башкортостан“» (телеканал БСТ).
Звание «Почетный гражданин Белокатайского района» присвоено Решением Совета муниципального района Белокатайский район Республики Башкортостан от 17 сентября 2009 года № 153.
В марте 2019 года Указом Главы РБ награждена юбилейной медалью «Сто лет образования Республики Башкортостан».